# クロモ (水草)
クロモ（Hydrilla verticillata）は、トチカガミ科の水草。クロモ一種でクロモ属を構成する（なお、海藻を含む科であるナガマツモ科にも、同名のクロモ属（Papenfussiella）がある）。かつては何種類かに分類されていたが、すべて同一の種であるとされ、一種にまとめられた。

## 分布
日本やアフリカなどの湖沼や川などに分布する。アメリカのフロリダなどでは栽培個体が逸出して、侵略的外来種として繁殖していることもある。そのため、クロモの放流や移動を禁止されている地域もある。
池や川の水質汚濁に加え、外来種であるオオカナダモなどに生息地を奪われることもあり、数は減少している。

## 形態、生態

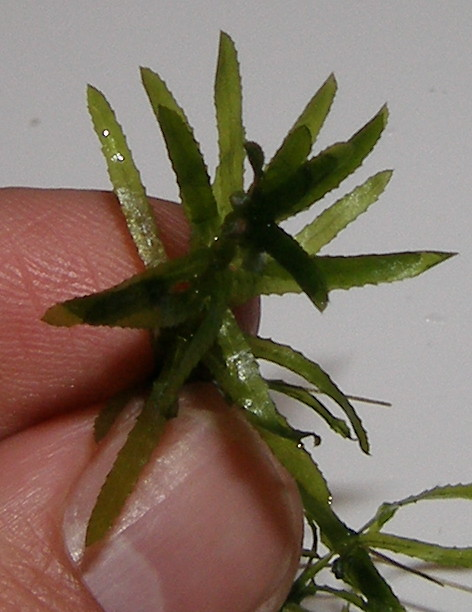
クロモの葉

茎は細長く伸び、多くの節があり、そこに細長い暗緑色の葉を輪生する。
雌雄異株で、花期は初夏から秋にかけてである。雄花は葉鞘に生じる包鞘内に生じ、花はここで分離して水面に浮かぶ。雌花はやはり葉腋に生じ、柄が伸びて水面に花が顔を出す。この花は三枚の花弁があるがごく細いので目につきにくい。
晩秋ごろから葉腋に殖芽（越冬芽）をつけて、それによって冬を越す。冬になると草体は枯死する。

## 近似種
コカナダモやオオカナダモに似ているが、コカナダモよりは葉幅が広く、オオカナダモよりは小ぶりである。ただしクロモの形態は栄養条件などによって非常に変異があるため、その2種に似た形態をとることもある。
オオカナダモは丸い三弁を持つ大きい花が付くのではっきりと区別できる。

## 利用
アクアリウムの水槽に植えられることはあるが、基本的にあまり利用されない。用水路などに大量発生すると、水の流れを遮ってしまうため、厄介者扱いされることもある。